# Македония (булевард в София)
Вижте пояснителната страница за други значения на Македония.
„Македония“ е централен булевард в район „Красно село“, София. Простира се между площад „Руски паметник“ и площад „Македония“. Наречен е на историко-географската българска област Македония. В XIX век е наричан Кюстендилско или Княжевско шосе. При комунистическото управление до 1989 г. носи името на Димитър Благоев. 
През април 2021 г. започва ремонтът на трамвайното трасе до кв. Княжево на трамвай 5, с което се озеленяват релсите и се построява линеен парк покрай тях.

## Градски транспорт
По бул. „Македония“ се движат трамваите 4, 5 и 15.

## По-важни обекти
На булевард „Македония“ или в неговия район се намират следните обекти (от запад на изток):
- Руски паметник
- IV МБАЛ
- Гръцка църква „Свети Георги“
- Агенция „Пътна инфрастуктура“
- Дирекция за национален строителен контрол
- Площад „Македония“